# Eric Lippmann
Eric Lippmann (* 24. Juni 1959) ist ein Psychologe, Sachbuchautor und Professor für angewandte Psychologie an der Zürcher Hochschule für Angewandte Wissenschaften.
Lippmann studierte Psychologie, Soziologie und Publizistik an der Universität Zürich und absolvierte Weiterbildungen in den Bereichen Paar- und Familientherapie, Gruppendynamik, Organisationsentwicklung, Teamberatung, Supervision, Coaching und hypnosystemischer Beratung.
Seit 1991 ist er Trainer und Berater am Institut für Angewandte Psychologie(IAP) der Zürcher Hochschule für Angewandte Wissenschaften und leitet dort das Zentrum Leadership, Coaching & Change Management.
Lippmann ist bekannt für seine Sachbücher zu Angewandter Psychologie.

## Buchveröffentlichungen
- mit Andres C. Pfister; Urs Jörg: Handbuch Angewandte Psychologie für Führungskräfte: Führungskompetenz und Führungswissen. 5., überarbeitete und aktualisierte Auflage. Springer 2019, ISBN 978-3-662-55809-6.
- Identität im Zeitalter des Chamäleons Flexibel sein und Farbe bekennen. Vandenhoeck & Ruprecht, 2014, ISBN 978-3-525-40356-3.
- Intervision: Kollegiales Coaching professionell gestalten. 3., überarbeitete Auflage. Springer, 2013, ISBN 978-3-642-30059-2.
- Coaching: Angewandte Psychologie für die Beratungspraxis. 3., überarbeitete Auflage. Springer, 2013, ISBN 978-3-642-35920-0.
- mit Thomas M. Steiger: Handbuch Angewandte Psychologie für Führungskräfte: Führungskompetenz und Führungswissen. 4., vollständig überarbeitete Auflage. Springer, 2013, ISBN 978-3-642-34356-8.
- als Hrsg.: Coaching. Angewandte Psychologie für die Beratungspraxis. Springer, 2006, ISBN 3-540-25456-0.
- Drogenabhängigkeit: Familientherapie und Prävention: Ein Vergleich familientherapeutischer Modelle bei der Behandlung drogenabhängiger Jugendlicher und Vorschläge für die Suchtprävention in der Familie. Springer, 1990, ISBN 3-540-52582-3.